# 許晴
许晴（1969年1月22日—），出生于北京，中国大陆女演员，代表作包括电视剧《东边日出西边雨》中饰演肖南、《笑傲江湖》中飾演任盈盈、《大清風雲》中飾演孝莊皇后大玉兒、《老中醫》中飾演葆秀以及電影《邪不壓正》中飾演唐鳳儀。

## 早年生活
许晴出生于北京301医院。母亲土家族，为总政歌舞团舞蹈队队长；父亲汉族，原为贺龙警卫员，因为外形俊朗，在贺龙建议下进入文工团。许晴姐姐许晔曾参演电视剧《西游记》，15岁参军成为文艺兵，后在日本获得舞蹈本科和硕士，与中国人在日本成家生子后生活十余年（夫妻均未入日本籍）。许晴的姥姥，几个姨父、姨妈都是外交官。许晴曾外祖父熊文卿曾变卖家产资助辛亥革命，是黄兴好友，共进会主要负责人，后任湖北省最后一任参议长。
因父母希望她远离文艺圈，许晴出生9天后，就和姥姥一起住在外交学院，直到高三。她的童年主要在总政大院和外交学院度过，初中和高中就读于人大附中，成绩优异。高三因姥姥需要照顾生病的太姥姥，许晴回到总政大院居住，靓丽外形引起叔叔阿姨纷纷建议其报考北京电影学院，于是她以母亲教授的踢踏舞面试成功。1988年，许晴收到两份大学录取通知书，分别来自国际关系学院德语系和北京电影学院表演系，她選擇了後者，并以高考数学120分满分的成绩打破了该校文化课纪录。

## 演艺事业
1980年，11岁的许晴在中越战争电影《铁甲008》中首次演出。14岁时，许晴在电视剧《西游记》中饰演炼丹童子。北京电影学院大二时，许晴被陈凯歌相中，主演电影《边走边唱》，后又主演凌子风导演电影《狂》。1992年，许晴大学毕业后进入北京电影制片厂，同年应新加坡广播局的邀请，被中国广电部公派赴新，成为新广签约艺人，一年半间拍了《百忍成金》、《金牌师爷》、《疯蝶》、《烈火情人》等电视剧。期间因《狂》荣膺第4届中国表演艺术学会奖金凤凰奖，是许晴入行以来首次获奖，但她自称特地从新加坡飞回中国领奖时，在典礼上感受到行业的虚伪势利，于是此后不再现场领奖。1994年4月，许晴结束“中新文化”交流任务，从新加坡返回中国。
90年代，许晴以都市情感剧走红。她与王志文合作的电视剧《皇城根儿》和《东边日出西边雨》，令两人成为经典荧幕情侣，职业生涯共五次合作。1998年，她与濮存昕搭档的《来来往往》热播，她风情万种的荧幕情人形象深入人心。在继续拍摄一系列脍炙人口的影视剧作品《我的1919》、《笑傲江湖》、《背叛》、《大清风云》后，许晴2007年赴加州大学洛杉矶分校学习影视制作，直到《建国大业》开拍才回国，在其中饰演宋庆龄并获百花奖最佳女配角。许晴学成回国后首次制作了电视剧《皇粮胡同十九号》，又拍摄了首部好莱坞电影《环形使者》。2013年起，许晴参与赖声川话剧《如梦之梦》的亚洲巡演，持续十余年，并获得华鼎奖话剧最佳女演员奖。2014和2015年，许晴参加湖南卫视旅行真人秀《花兒與少年》第一季和第二季，表现引发网络热议。此后她出演了《老炮儿》、《邪不压正》以及好莱坞电影《24小时：末路重生》，并凭借《老炮儿》获百花奖最佳女主角奖。另外，许晴在2016年宣布首次执导电影《血色浪漫》和首次制作电影《路转黑转粉》，前者未开拍；后者由姜帝圭监制，T.O.P.和许晴主演，开拍后受限韩令影响而搁浅。
2019年后，许晴无任何影视作品播出，或作品播出后被AI换脸且除名，传遭到中国软性封杀，原因不明。2023年9月起，许晴再次参与话剧《如梦之梦》巡演。2023年11月，许晴名下公司东阳仓果影视工作室因合同纠纷被告，遭法院判强制执行624万人民币，被指系与封杀牵连影视方有关。

## 个人生活

### 感情生活
许晴高三的初恋男友是当时在总政话剧团的吴若甫，两人在许晴被国关德语系和北电表演系同时录取后开始交往，她因此选择了后者：“我只是想离他的圈子近一点。如果学了德语，跟他的工作不会有任何交集。”两人交往3年后分手。
1990年，许晴拍摄《边走边唱》时和陈凯歌传出绯闻，促使了陈凯歌和洪晃的离婚。1991年，许晴和尤勇合作《狂》，尤勇与萧雪分手，转而和许晴交往。随后许晴、尤勇、王志文合作《皇城根儿》，许晴与尤勇分手，转而与王志文交往两年。她在《金星秀》解释与王志文分手是因为无法将工作与感情区分开，但现在两人仍是好友。她还称此后不再和演员恋爱，对象大都不为大众所知。
1995年，许晴拍完《秦颂》后前往新加坡，息影三年，直到1998年出版《许晴写真集》复出。同年，有媒体称新加坡富商包养某女星，要求3年内不许接戏，不准谈恋爱等等，被猜测指此前三年长居新加坡的许晴。
1997年，许晴结识90年代知名文化商人刘波，其为许晴投资100万人民币拍摄《许晴写真集》，邀请余秋雨作序。翌年刘波开始与许晴交往，后同妻子离婚。刘波是湖南株洲人，公开履历称14岁考入武汉大学中文系，湖南中医学院硕士，北京大学哲学系博士，师从季羡林，后下海经商。但据2017年腾讯新闻考证，刘波从湖南中医学院以中专文凭毕业；1988年，由工作单位株洲市《新闻图片报》出资到武大中文系举办的作家班短暂学习；博士毕业于北大东语系，「主要凭借自己和一位国学大师的私交，2000年的毕业论文据说毫无学术规范和价值。」2002年，许晴与刘波分手，「因为做了商人以后，他开始膨胀起来，我很不喜欢」。许晴称一天下午她听到刘波与一个生意伙伴通话，对方问他认不认识周润发夫妇，他谎称“当然认识”，令她决定离开。2003年，刘波负债潜逃；2014年，国际刑警组织因涉嫌诈骗对其发布红色通缉令。2017年，刘波因心肌梗塞在日本去世。
2004年，许晴据报与广东苏姓商人交往，两人分分合合但关系维持到约2010年。期间许晴被爆与已婚诗人交往，情路不顺以至皈依佛门。
2006年，《家庭》杂志刊登报道《情迷女影星，中国建设银行原行长在“风雅”中堕落》，披露原建行行长王雪冰与一位女星（化名宋菁菁）的婚外恋。《南都周刊》记者卓伟报道指该女星为许晴，并补充“许晴的父亲已经70多岁了，娶了一位比许晴年龄还小的妻子”等消息。许晴被网络称为「行母」。她将《南都周刊》主管单位南方日报社诉至北京市朝阳区人民法院，后双方达成和解，南方日报社承认报道缺乏充足依据，向许晴及其父亲道歉。2009年8月，许晴在《鲁豫有约》宣传《建国大业》时，再次否认与王雪冰关系，称「一个国家能让行母来演国母吗？」2014年，许晴在《人物》杂志采访中称，王雪冰出狱后曾与她通电话，对方表示许晴面对谣言非常坦荡。2017年，中央党校出版社推出口述体反腐纪实文学《追问》，其中王雪冰描述了他初遇自己的明星情人（化名安娜）的情形：“跳完舞后，我们又到露台吧喝了很多红酒，我想起了安娜前一次恋爱的不幸，她错爱了一个文化骗子，陪伴那人浪费了几个春秋，结果文化骗子的资金链断裂，匆匆卷走了账上的一点资金（其实都是银行贷款），连招呼都没有给安娜打一个，就突然从她生活中消失了。据说，逃到了日本，隐姓埋名避难。”被普遍认为是指许晴和刘波。

### 日籍传闻
自2005年起，网络流传许晴已入籍日本，许晴数次公开否认。中国广电总局于2009年9月证实许晴仍为中国籍。

## 作品

### 电视剧
| 年份 | 名字                         | 角色          | 备注   |
| ---- | ---------------------------- | ------------- | ------ |
| 1986 | 《西遊記》                   | 仙童          |        |
| 1991 | 《南行记》                   | 野猫子        |        |
| 1992 | 《皇城根儿》                 | 金枝          |        |
| 1993 | 《金牌师爷》                 | 小点格格      |        |
| 1994 | 《烈火情人》                 | 贺琳          |        |
| 1995 | 《东边日出西边雨》           | 肖男          |        |
| 1998 | 《来来往往》                 | 林珠          |        |
| 2000 | 《长缨在手》                 | 袭月、缨儿    |        |
| 2000 | 《笑傲江湖》                 | 任盈盈        |        |
| 2001 | 《盖世太保枪口下的中国女人》 | 金玲          |        |
| 2002 | 《DA师》                     | 林晓燕        |        |
| 2003 | 《半个月亮》                 | 李东娜        |        |
| 2004 | 《大清风云》                 | 孝庄          |        |
| 2005 | 《沙家浜》                   | 阿庆嫂        |        |
| 2005 | 《靠近你，温暖我》           | 丁爱羽        |        |
| 2006 | 《石头、剪刀、布》           | 艾雨          | 女主角 |
| 2006 | 《红墨坊》                   | 紫烟格格      | 女主角 |
| 2006 | 《局中局》                   | 蒋薇          | 女主角 |
| 2006 | 《男人底线》                 | 沈聪聪        | 女主角 |
| 2007 | 《宽恕》                     | 庄敏          | 女主角 |
| 2010 | 《同龄人》                   | 童楠楠        | 女主角 |
| 2011 | 《美丽鲜花在开放》           | 叶果          | 女主角 |
| 2011 | 《背叛》                     | 夏英杰        |        |
| 2012 | 《皇粮胡同十九号》           | 冯雪雁/冯紫町 | 女主角 |
| 2015 | 《来势凶猛》                 | 马秀芹        |        |
| 2015 | 《妈妈像花儿一样》           | 张幸福        |        |
| 2019 | 《老中医》                   | 葆秀          |        |
| 2019 | 《九州缥缈录》               | 白凌波        |        |

### 电影
| 年份   | 片名                 | 角色                    | 备注     |
| ------ | -------------------- | ----------------------- | -------- |
| 1990   | 《边走边唱》         | 兰秀儿                  |          |
| 1992   | 《狂》               | 蔡大嫂                  |          |
| 1994   | 《疯蝶》             | 小蝶和艾米              |          |
| 1995   | 《秦颂》             | 栎阳公主                |          |
| 1999   | 《我的1919》         | 梅                      |          |
| 1999   | 《说好不分手》       | 林翘                    |          |
| 2007   | 《导火线》           | 女警司                  |          |
| 2009   | 《建国大业》         | 宋庆龄                  |          |
| 2012   | 《环形使者》         | 乔的妻子                |          |
| 2012   | 《与妻书》           | 陈意映(古代)/夏珊(现代) |          |
| 2015   | 《开罗宣言》         |                         |          |
| 2015   | 《恋爱排班表》       | 小琪                    |          |
| 2015   | 《老炮儿》           | 話匣子                  |          |
| 2016   | 《封神传奇》         | 太乙真人                |          |
| 2017   | 《24小时：末路重生》 | 琳                      |          |
| 2018   | 《邪不压正》         | 唐凤仪                  |          |
| 2022   | 《青面修罗》         |                         | 被AI换脸 |
| 待上映 | 《闻烟》             |                         |          |
| 待上映 | 《士为知己者》       |                         |          |

### 综艺节目
- 2014年《花兒與少年第一季》
- 2015年《花兒與少年第二季》

### 舞台剧
《如梦之梦》

### 其它
- 美国动画片《花木兰》汉语普通话版配音 花木兰 (1998)

## 所获荣誉
| 年份 | 奖项                              | 分类           | 提名者                       | 是否得奖 | 备注   |
| ---- | --------------------------------- | -------------- | ---------------------------- | -------- | ------ |
| 1992 | 第15届大众电影百花奖              | 最佳女演员     | 《狂》                       | 提名     |        |
| 1993 | 第4届中国电影表演艺术学会奖       | 表演艺术学会奖 | 《狂》                       | 獲獎     | [ 25 ] |
| 2003 | 第20届中国电视金鹰奖              | 最佳女演员     | 《盖世太保枪口下的中国女人》 | 提名     |        |
| 2009 | 第一届澳门国际电影节              | 最佳女配角     | 《建国大业》                 | 獲獎     |        |
| 2010 | 第30届大众电影百花奖              | 最佳女配角     | 《建国大业》                 | 獲獎     |        |
| 2013 | 第10届华鼎奖                      | 最佳女演员     | 《如梦之梦》                 | 獲獎     |        |
| 2015 | 第七届澳门国际电影节              | 最佳女主角     | 《老炮儿》                   | 提名     |        |
| 2016 | 第18届华鼎奖                      | 最佳电影女演员 | 《老炮儿》                   | 獲獎     | [ 26 ] |
| 2016 | 第7届中国电影导演协会年度表彰评选 | 最佳女演员     | 《老炮儿》                   | 提名     |        |
| 2016 | 第23届北京大学生电影节            | 最佳女演员     | 《老炮儿》                   | 提名     |        |
| 2016 | 第16届华语电影传媒大奖            | 最佳女配角     | 《老炮儿》                   | 提名     |        |
| 2016 | 第33届大众电影百花奖              | 最佳女主角     | 《老炮儿》                   | 獲獎     |        |
| 2016 | 第12届中美电影节                  | 最佳女主角     | 《老炮儿》                   | 獲獎     | [ 27 ] |
| 2018 | 第55届金马奖                      | 最佳女配角     | 《邪不压正》                 | 提名     | [ 28 ] |
| 2019 | 第13届亚洲电影大奖                | 最佳女配角     | 《邪不压正》                 | 提名     | [ 29 ] |
| 2020 | 第七届中国电视好演员奖            | 最佳女演员     | 不適用                       | 提名     | [ 30 ] |